# 藏木水电站
藏木水电站是中华人民共和国西藏自治区雅鲁藏布江干流上第一座水电站，位于雅鲁藏布江中游桑日至加查峡谷段，海拔约3200米。其主要用途是发电，共6台机组，总装机容量为51万千瓦。
2014年11月23日，历时近8年、总投资96亿元的藏木水电站正式投产发电。第二台机组将于12月中旬发电，6台机组2015年全部投产发电。它是西藏第一座大型水电站，设计年发电量25亿千瓦时。